# Река Святого Лаврентия
Река́ Свято́го Лавре́нтия (фр. fleuve Saint-Laurent, англ. Saint Lawrence River, тускарора Kahnawáʼkye, могаук. Kaniatarowanenneh, в переводе — «большой водный путь») — крупная водная артерия в Северной Америке, протекающая по территории США и Канады и соединяющая Великие озёра с Атлантическим океаном.

## Этимология
Современное название реки восходит к французскому исследователю Жаку Картье. В день Святого Лаврентия в 1535 году Картье дал имя этого святого заливу, в который впадает река, и впоследствии это название распространилось и на саму реку; тем не менее до начала 1600-х годов она была известна как Канада (фр. Rivière du Canada). К моменту появления в этом регионе европейцев берега реки уже обживали индейцы ирокезских племён — их поселения находились, в частности, в районе современных городов Квебек (Стадакона) и Монреаль (Ошелага) Однако к началу XVII века, когда Самюэль де Шамплен основал город Квебек, эти поселения исчезают; предполагается, что оседлые народы были вытеснены племенами монтанье, этчеминов и алгонкинов, ведущими кочевой образ жизни и наладившими выгодное сотрудничество с французскими поселенцами.

## Гидрография и геология
Река Святого Лаврентия вытекает из озера Онтарио восточнее Кингстона (точка истока — Эверетт-Пойнт) и впадает в залив Святого Лаврентия на Атлантическом побережье Канады. Длина реки составляет 1197 км. Река Святого Лаврентия представляет собой часть одноимённой водной системы, которая начинается от истоков реки Сент-Луис, впадающей в озеро Верхнее, и включает пять Великих озёр Северной Америки. Общая длина речной системы Святого Лаврентия — 3058 км. Площадь бассейна реки Святого Лаврентия, по разным источникам, от 1,03 до 1,6 млн км², расход воды, согласно Канадской энциклопедии, 10 100 м³/с, согласно Большой российской энциклопедии — около 12 тыс. м³/с в вершине эстуария. Через реку Святого Лаврентия осуществляется сток всей системы Великих озёр. Сток наносов — от 4 до 6,9 млн т в год.
Основные притоки:
- правые — Осуэгатчи, Сент-Риджис, Ришельё, Сен-Франсуа, Беканкур, Шодьер;
- левые — Оттава (водосборный бассейн порядка 140 тыс. км²[1]), Л’Ассомпсьон, Сен-Морис (водосборный бассейн более 43 тыс. км²[1]), Батискан, Жак-Картье.

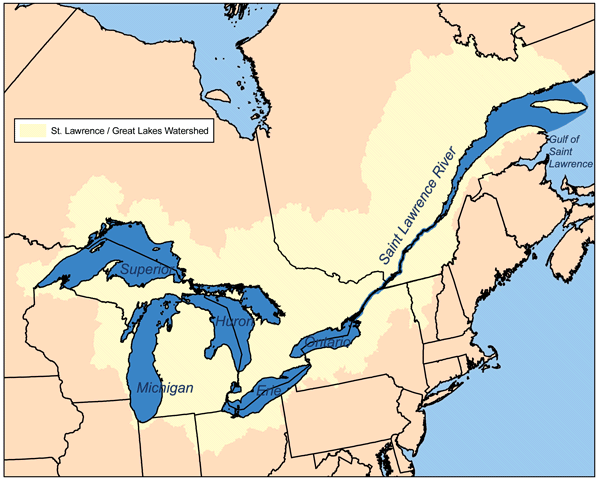
Бассейн реки Св. Лаврентия

У истока в течении реки, начинающейся как вытянутый рукав озера Онтарио, расположены многочисленные острова — речной архипелаг, известный как Тысяча островов. Река течёт на северо-восток, минуя города Гананокве, Броквилл, Прескотт и Моррисбург, после Корнуолла разливаясь и образуя озеро Сен-Франсис. Ещё одно расширение русла, юго-западнее Монреаля, известно как озеро Сен-Луи. Сам Монреаль лежит на островах, образуемых многочисленными протоками в месте слияния реки Святого Лаврентия и реки Оттавы. По направлению русла между Монреалем и Труа-Ривьер лежат узкие длинные острова, и ещё один архипелаг расположен у места впадения реки Ришельё рядом с Сорелем. Перед Труа-Ривьер река Святого Лаврентия разливается в очередной раз, образуя озеро Сен-Пьер шириной до 15 км. После сужения у города Квебека, где она образует проход между двумя высокими берегами, река затем раздваивается, огибая остров Орлеан и снова расширяется до 15 км у Кап-Турмент и почти до 25 км у Иль-о-Кудра. Многочисленные реки впадают в образующийся ниже Квебека эстуарий площадью 13,3 тыс. км²; важнейшие из этих рек — Сагеней (водосборный бассейн около 88 тыс. км²), Маникуаган (45 тыс. км²) и Сент-Маргерит. Высота океанских приливов в устье эстуария достигает 4,2 м, в его вершине — от 5 до 5,7 м. Направление течения речной воды во время прилива может меняться вверх по течению вплоть до Труа-Ривьер. У места впадения реки Сагеней расположен город Тадусак, стоящий на песчано-глинистой террасе. В этом месте происходит значительное понижение дна реки — от 25 до 350 м. От Пуант-де-Мон в месте впадения реки Маникуаган в 70 км восточнее Бе-Комо северное побережье эстуария круто сворачивает на северо-северо-восток и ширина водного потока возрастает до 100 км. Согласно Коронной прокламации 1763 года, линия от устья реки Сен-Жан на севере до западной оконечности острова Антикости и оттуда до мыса Кап-де-Розьер в городе Гаспе образует границу между собственно речным устьем и заливом Святого Лаврентия.
Ледостав на большей части реки продолжается с декабря по апрель, эстуарий не замерзает, но в период весеннего ледохода движение по нему судов прекращается.
Течение реки Святого Лаврентия на значительном протяжении совпадает с юго-восточной границей Канадского щита. От Квебека и ниже по течению северный берег реки поднимается вверх невысокими горами 579 м у Кап-Турмент в 40 км ниже Квебека, 770 м у Ле-Эбульман). Южный берег как правило намного более отлогий, хотя в районе Матана к реке приближаются Аппалачи, затем формирующие плоскогорье, на котором расположен город Гаспе. Русло реки Святого Лаврентия обнажилось порядка 10 тысяч лет назад в результате отступления ледников, однако в его основе более древняя низменность между Канадским щитом и Аппалачами. Первые тысячелетия после отступления ледников эту низменность занимало так называемое море Шамплена, исчезнувшее после небольшого поднятия суши. Отвесные скалы и долины, встречаясь с водой, образуют один из крупнейших в мире фьордов — фьорд Сагеней, простирающийся почти на 100 километров.

## Флора и фауна
По мнению гидробиологов, в эстуарии реки Святого Лаврентия встречаются два подводных мира. Холодная и солёная океанская вода течёт через подводные каналы на глубине 400 метров, затем вырывается наружу и смешивается с пресной водой рек.
На реке можно встретить белух, финвалов и голубых китов. Сочетание растений, животных и птиц, живущих по берегам реки, одно из наиболее пёстрых на Земле. В реке водятся сотни видов рыб, более чем 20 видов земноводных и пресмыкающихся, а также 12 видов водных млекопитающих. На болотах и вдоль берегов гнездится около 300 видов птиц. Река на всём протяжении (а также система Святого Лаврентия выше по течению, включающая Великие озёра и их притоки) представляет собой места масштабных птичьих миграций, в частности, уток, дроф и гусей, использующих песчаные берега и речные рифы как места сезонной кормёжки. Среди прочих видов отмечаются белые гуси, в начале XX века практически истреблённые; природоохранные мероприятия, в частности, создание заповедных зон, позволили довести поголовье белых гусей в этом регионе до 800 тысяч. Ещё одним видом, популяцию которого удалось спасти от исчезновения, стала северная олуша, угроза существованию которой существовала до 1960-х годов.
В опубликованном в 1999 году отчёте перечислены 20 видов, характерных для экосистемы реки Святого Лаврентия, существованию которых угрожает опасность. Среди них один вид насекомых (бабочка Coenonympha nipisiquit), шесть видов рыб (в том числе атлантический остроносый осётр, полосатый лаврак, американский шэд и два вида моксостом), по одному виду земноводных, пресмыкающихся и млекопитающих (трёхполосая квакша, колючий трионикс и белуха) и десять видов птиц (красношейная поганка, утка-каменушка, исландский гоголь, белоголовый орлан, сапсан, желтоногий зуёк, чеграва, розовая крачка, жёлтый погоныш и американский жулан).
В течении реки Святого Лаврентия располагаются четыре Рамсарских водно-болотных угодья, крупнейшее из которых — на озере Сен-Пьер (площадь 12 тыс. гектаров). Этот же объект в 2001 году объявлен биосферным заповедником мирового значения. В 1998 году основан морской парк Сагеней-Сен-Лоран. Тем не менее общее экологическое состояние реки, на берегах которой, в особенности на отрезке между Монреалем и Квебеком, стоят многочисленные города и посёлки, далеко от оптимального, она подвержена загрязнению городскими и промышленными сточными водами.

## Историко-культурное значение
После путешествий Шамплена долина реки Святого Лаврентия, один из немногих водных путей вглубь североамериканского континента, стала центром французской колонизации региона: здесь сформировалась часть территории Новой Франции — провинция Квебек с городами Монреаль, Квебек, Леви и Труа-Ривьер. К 1760 году земли вдоль реки Святого Лаврентия протянулись узкие земельные наделы помещичьей системы, которую с востока замыкало владение Бопре. Во время Семилетней войны эти земли были захвачены британцами. Несмотря на это, регион продолжает являться центром французского языка и культуры в Северной Америке.
В конце 1970-х река стала предметом успешной экологической кампании (называемой «Спасите реку»), первоначально отвечавшей на запланированное развитие Корпусом инженеров Армии США. Кампания была организована, в частности, Эбби Хоффман.

## Хозяйственное значение

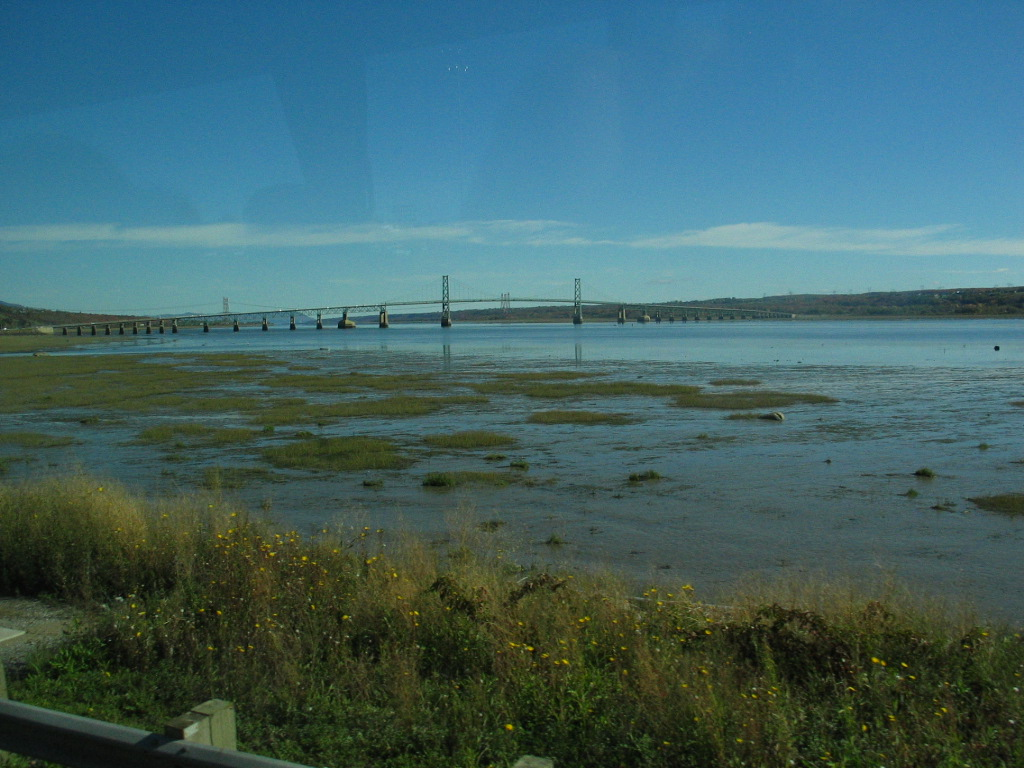
Мост через Реку Святого Лаврентия

Река Святого Лаврентия с самого начала освоения региона европейцами играла в его хозяйстве важную роль. Через неё пролегали пути доставки пушнины, а позднее она использовалась лесосплавщиками. В начале XXI века бассейн реки — один из самых густонаселённых и освоенных в Канаде, здесь развиты как сельское хозяйство: мясо-молочное скотоводство, зерноводство (пшеница), так и промышленность. В бассейне реки проживает порядка 20 миллионов человек, в том числе около 4 млн — в Монреале. Сверху вниз по течению на реке Святого Лаврентия расположены следующие города: Броквилл (Канада), Огденсберг, Массена (США), Броссар, Монреаль, Труа-Ривьер, Квебек (Канада). На участке от истока до Корнуолла по реке проходит государственная граница между США и Канадой.

### Судоходство
Ещё в 1680 году колонисты думали расширить русло реки, чтобы океанские суда могли проходить за Монреаль по каналам, минуя бурные пороги. В 1959 году эта мечта осуществилась и был открыт глубоководный путь Святого Лаврентия, протяжённостью 293 км. Он славится как одно из выдающихся в мире инженерных сооружений. Чтобы построить этот канал между Монреалем и озером Онтарио, были смонтированы семь новых шлюзов. Было выкопано более 150 миллионов кубических метров земли и камней, залиты тысячи тонн бетона.
Жак Лесстран, автор книги «Морской путь — нерассказанная история четвёртого североамериканского побережья» (англ.), процитировал одного капитана дальнего плавания, который сказал:

«Во всем мире нет реки равной этой. Хотя путешествие не такая уж простая штука, но великолепие этой реки, рокот Ниагарского водопада и бесконечная череда озёр и островов делают его крайне притягательным».

Океанские суда, направляющиеся по расширенной реке в Дулут-Сьюпириор, расположенный в принадлежащей Соединённым Штатам части Верхнего озера, словно на лифте поднимаются на 180 метров над уровнем моря — высоту, равную 60-этажному небоскрёбу. Все путешествие от Атлантического океана вглубь страны составляет 3700 километров. Океанские суда принесли экономическое процветание городам, расположенным по течению реки. В книге «Великие озера — речная система Св. Лаврентия» (англ.) даётся такое описание:

«На границе двух государств находится индустриальное сердце Канады и Соединённых Штатов, численность населения там более 100 миллионов человек, река является крупнейшим источником промышленного богатства западного мира».

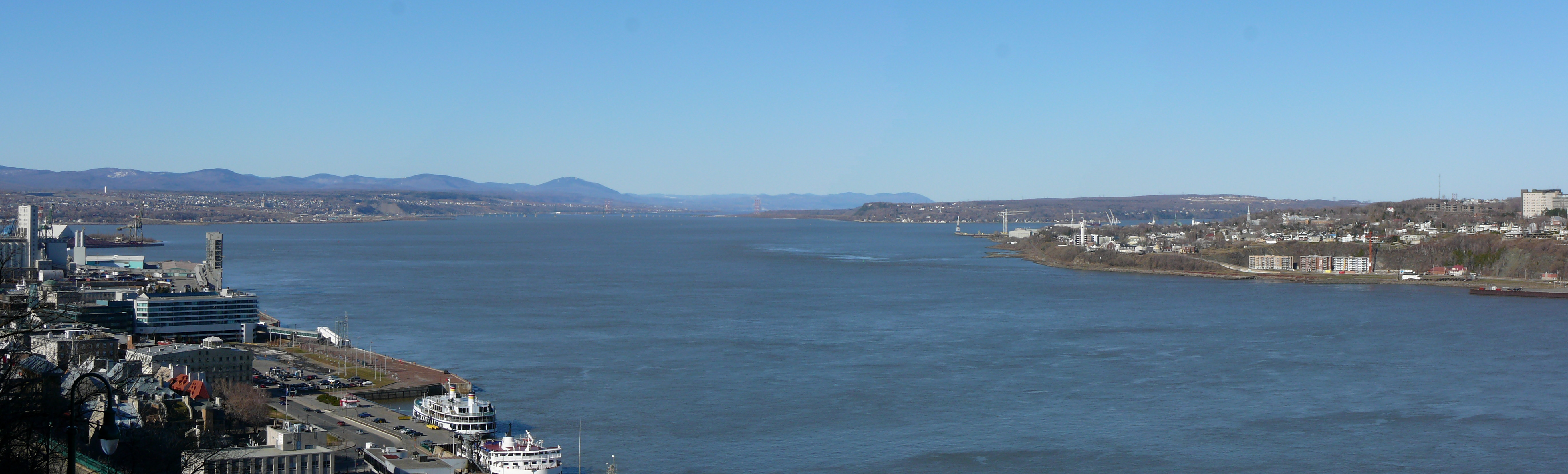
Река Святого Лаврентия между городом Квебек (слева) и городом Леви (справа). Остров Орлеан виден впереди по центру.

Среди более чем 150 портов по всей протяжённости водного маршрута от Атлантического океана до Верхнего озера, такие как Квебек, Монреаль, Торонто, Гамильтон, Су-Сент-Мари, Буффало, Эри, Кливленд, Детройт, Чикаго и Дулут-Сьюпириор. Суда из различных частей планеты ежегодно доставляют по реке Святого Лаврентия миллионы тонн грузов. Использование этой речной системы создаёт десятки тысяч рабочих мест и ежегодно приносит миллиарды долларов дохода.

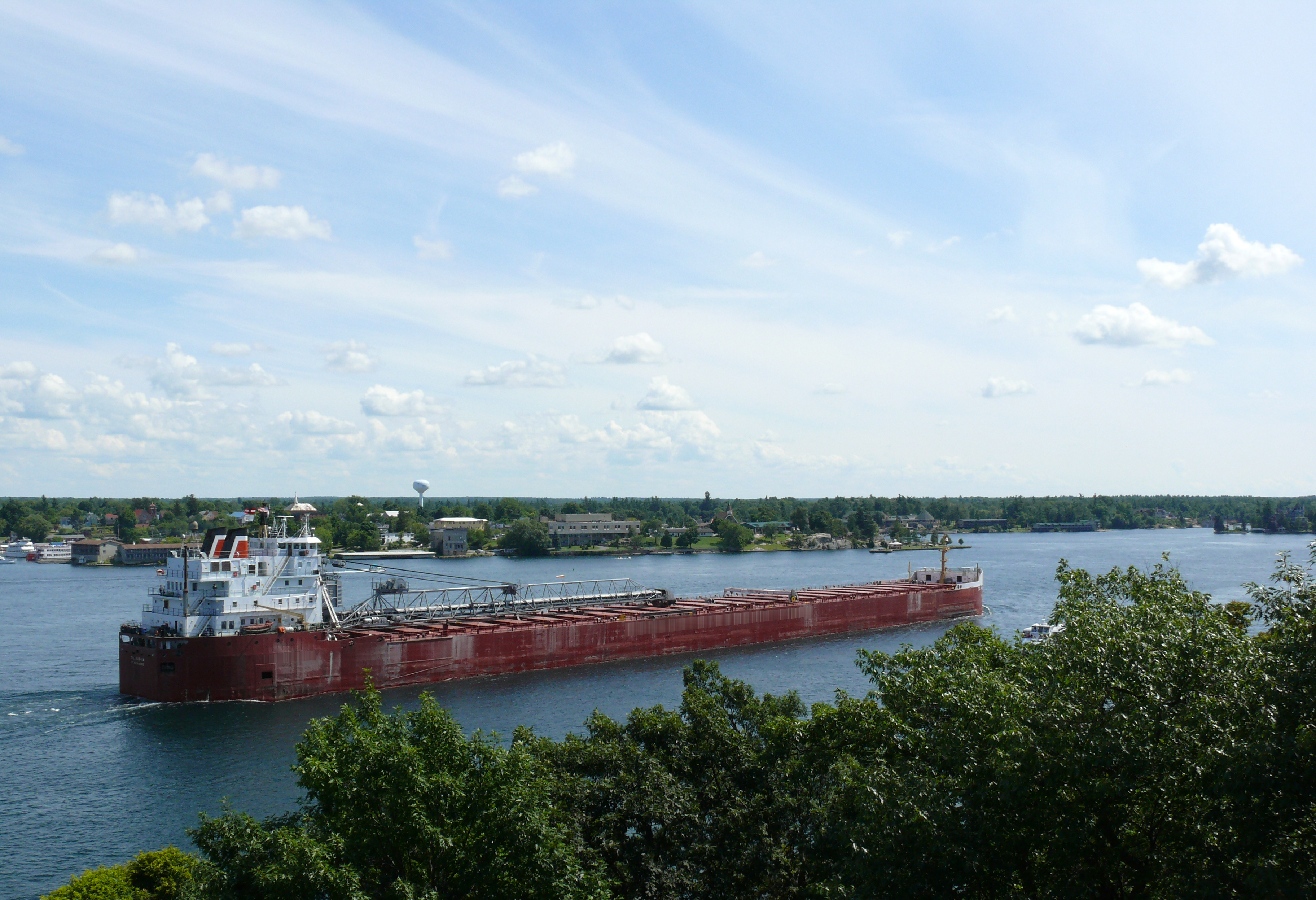
Судоходство по реке в районе Тысячи островов

В 2013 году канадские власти разрешили судам класса post-panamax движение по реке Святого Лаврентия. Отныне между Квебеком и Монреалем возможно судоходство для судов шириной 44 метра (ранее было ограничение в 32,1 м). Это существенно повышает возможности монреальского порта, который играет существенную роль на североамериканском рынке контейнерных перевозок. Как сообщила президент-директор администрации порта Монреаль Сильвия Вашон (Sylvie Vachon), решение было принято на основании исследования, заказанного портовой администрацией, и проведённого совместно департаментом транспорта Канады, береговой охраной Канады, а также двумя лоцманскими организациями — Administration de Pilotage des Laurentides и Corporation des Pilotes du St-Laurent central.

## Крупная катастрофа
Во время своего очередного рейса 29 мая 1914 года, канадский комфортабельный пассажирский лайнер «Эмпресс оф Айрленд» столкнулся с норвежским углевозом «Стурстад» на реке Святого Лаврентия и через 14 минут затонул на глубине более 40 метров. Он имел на борту 1477 человек (420 членов экипажа и 1057 пассажиров). Выжило только 463 человека.